# Кедайнское староство

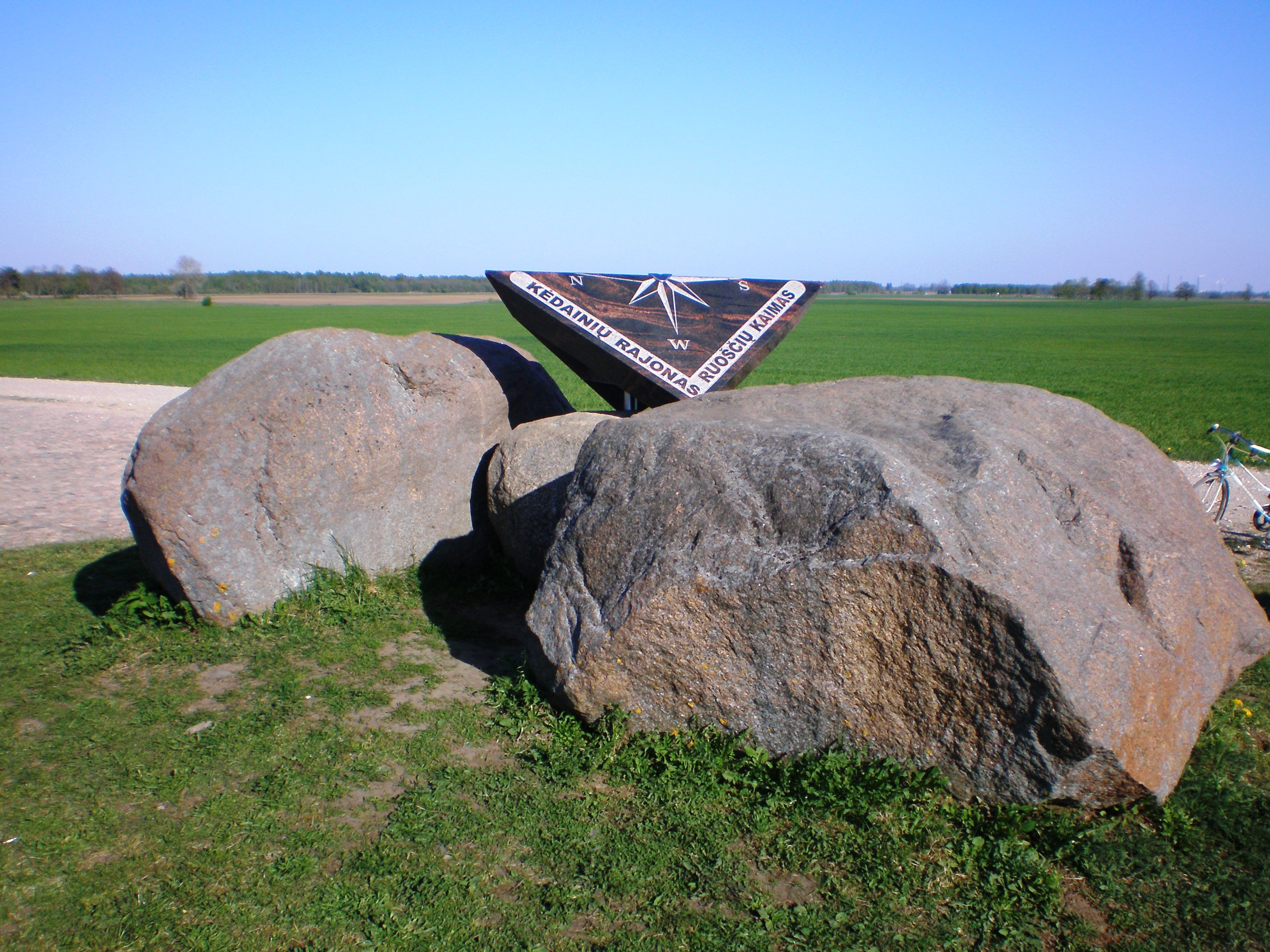
Географический центр Литвы

Кедайнское староство (лит. Kėdainių seniūnija) — одно из 11 староств Кедайнского района (Каунасский уезд, Литва). Административный центр — город Кедайняй.

## География
- Главные реки: Невежис, Смилга, Обелис, Дотнувеле, Смилгайтис, Яугила.
- Достопримечательности: Кедайнский старый город, географический центр Литвы в деревне Руощяй.

## Список посёлков
- Барткунишкяй
- Богушишкяй
- Чеплинава
- Даукшяй
- Даумантай
- Янушава
- Юстинава
- Кебоняй
- Кедайняй
- Келеришкяй
- Клампуте
- Кропилай
- Липлюнай
- Мантвилоняй
- Миштаутай
- Новочебе
- Пасмилгис
- Пикеляй
- Пустелнинкай
- Руминяй
- Руощяй
- Стасюунай
- Шюкштулишкяй
- Швентонишкис
- Тубяй
- Варенай
- Варколяй